# Hieracium cacuminatum
Hieracium cacuminatum es una especie de planta con flor del género Hieracium, de la familia Asteraceae, orden Asterales.

## Distribución
Hieracium cacuminatum se distribuye por Rusia europea y Suecia.

## Taxonomía
Fue descrita científicamente por (Dahlst.) Dahlst. Fue publicada en Exsicc. (Herb. Hierac. Scand.) 11: n.° 67 (1899).